# Feísmo (arquitectura gallega)

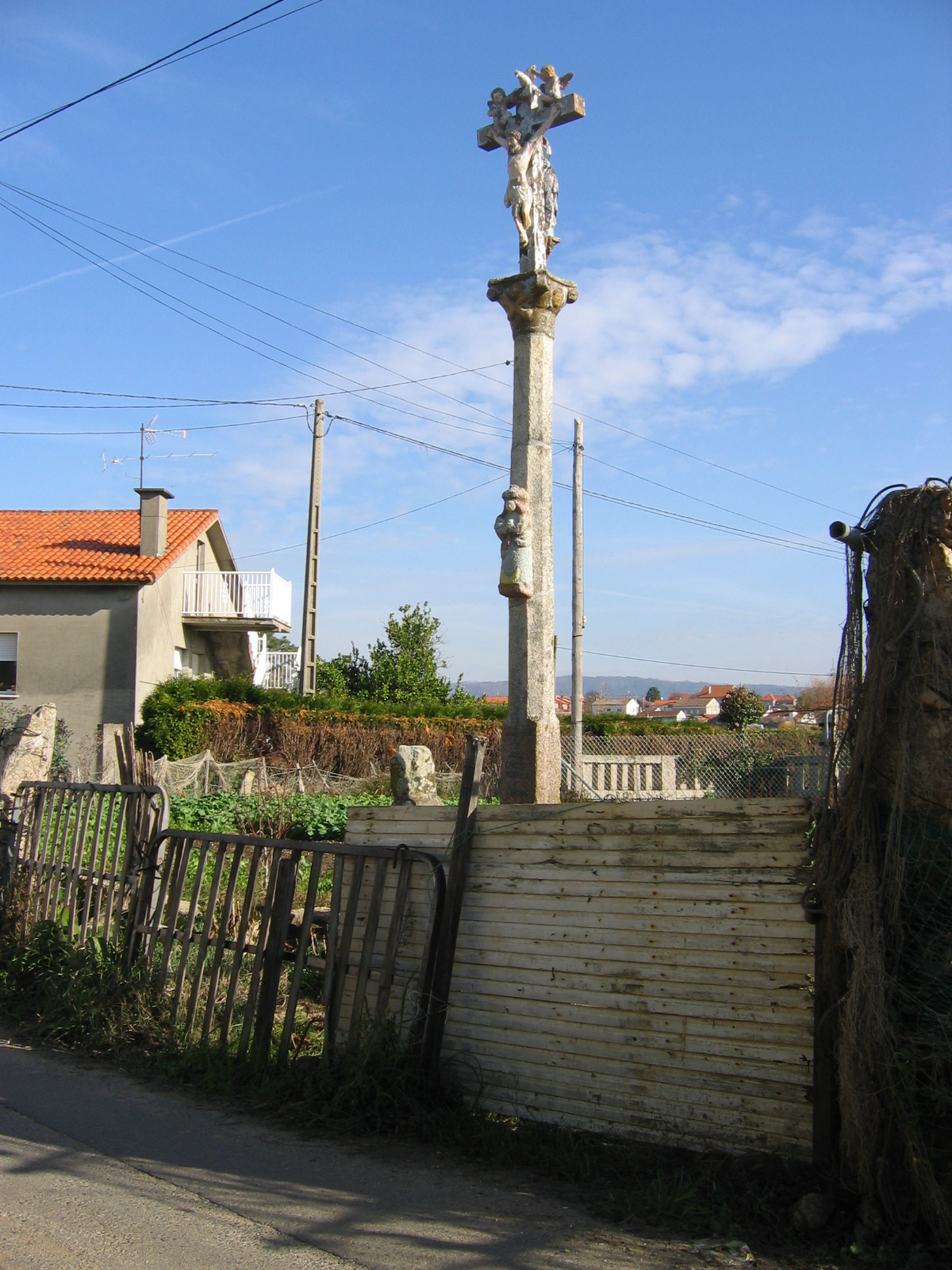
Feísmo en Sangenjo

El feísmo, aplicado al entorno, urbanismo y la arquitectura de Galicia (España), es un término informal y ambiguo, empleado para caracterizar cierto estilo constructivo del medio urbano y rural gallego. El feísmo (término general, aplicable a todas las artes y a la literatura) no es tanto una escuela artística ni una tendencia estética, sino un concepto reciente que describe un conjunto más o menos uniforme de usos y soluciones arquitectónicas localizadas en la comunidad autónoma de Galicia desde la década de 1960.
En realidad con el término feísmo se hace referencia a la percepción colectiva con fundamento y objetiva sobre materia urbanística, medioambiental, paisajística y social. Su localización es genuinamente de la región de Galicia, correspondiéndose de algún modo con el chabolismo en España, y probablemente único de Europa, pues los promotores de la aplicación del término en este contexto exponen que el fenómeno termina justo en la frontera con Asturias, León y Portugal. Fenómenos parecidos se dan en Canarias y en ciertas ciudades de América Latina.[cita requerida]

## Definición

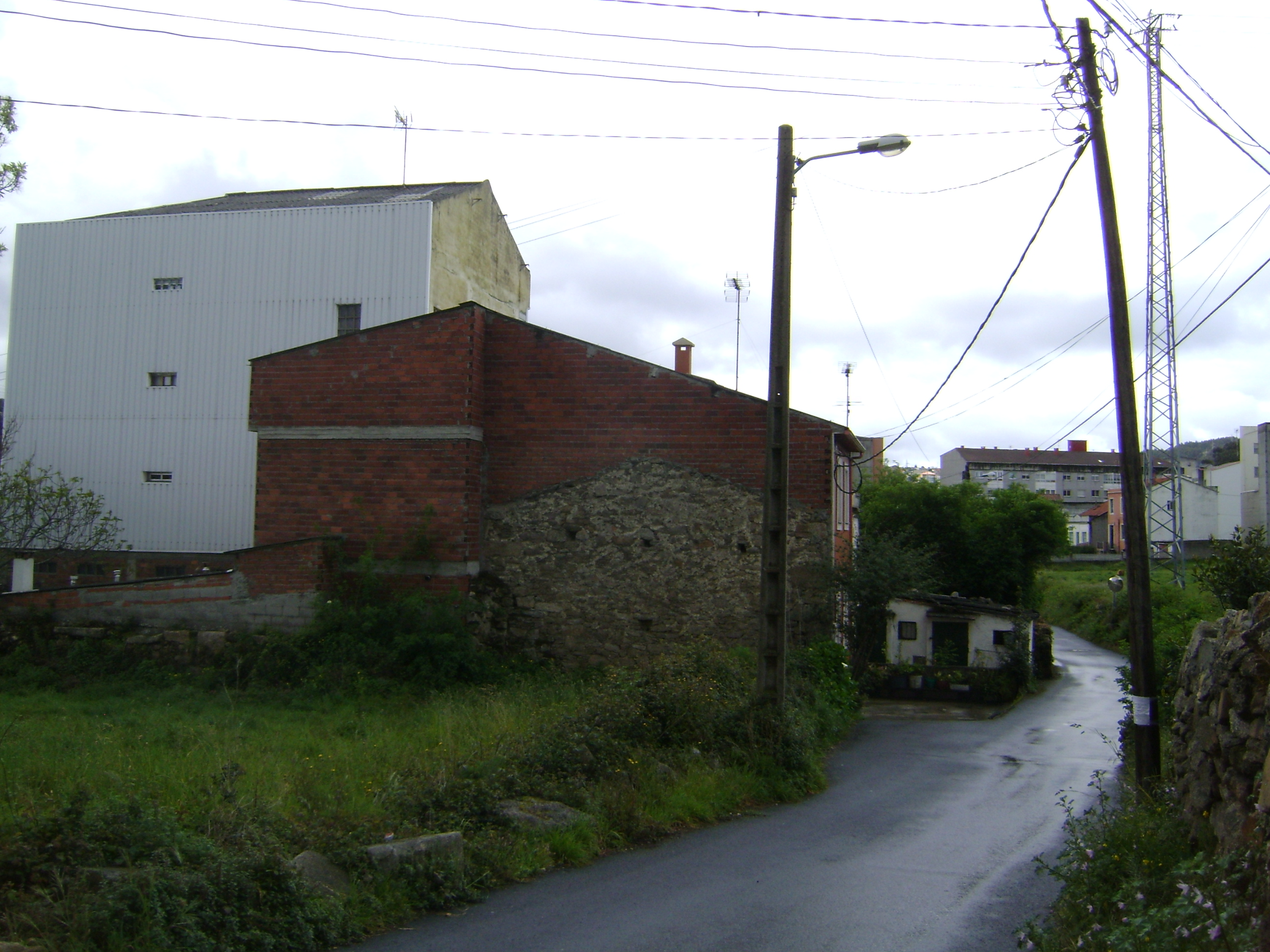
Feísmo en Meicende, Arteijo.

Se ha definido el feísmo como el conjunto de “construcciones, infraestructuras y otras obras humanas con alto grado de mediocridad que degradan de algún modo su entorno”, si bien no existe todavía un acuerdo generalizado acerca de cómo aplicar el vocablo en este contexto, su uso se ha extendido entre cierto grupo de expertos en urbanismo y arquitectura.
La peculiaridad y extensión de esta corriente arquitectónica informal es tal que ya se han realizado congresos y foros de expertos para analizar la existencia de la problemática del feísmo y sus eventuales soluciones (por ejemplo, el Foro del Feísmo celebrado en Orense en noviembre de 2004). Por otro lado, la posibilidad de publicar fotografías en internet ha contribuido a extender el uso del concepto feísmo, y a facilitar la comprensión y denuncia de este fenómeno.

## Características

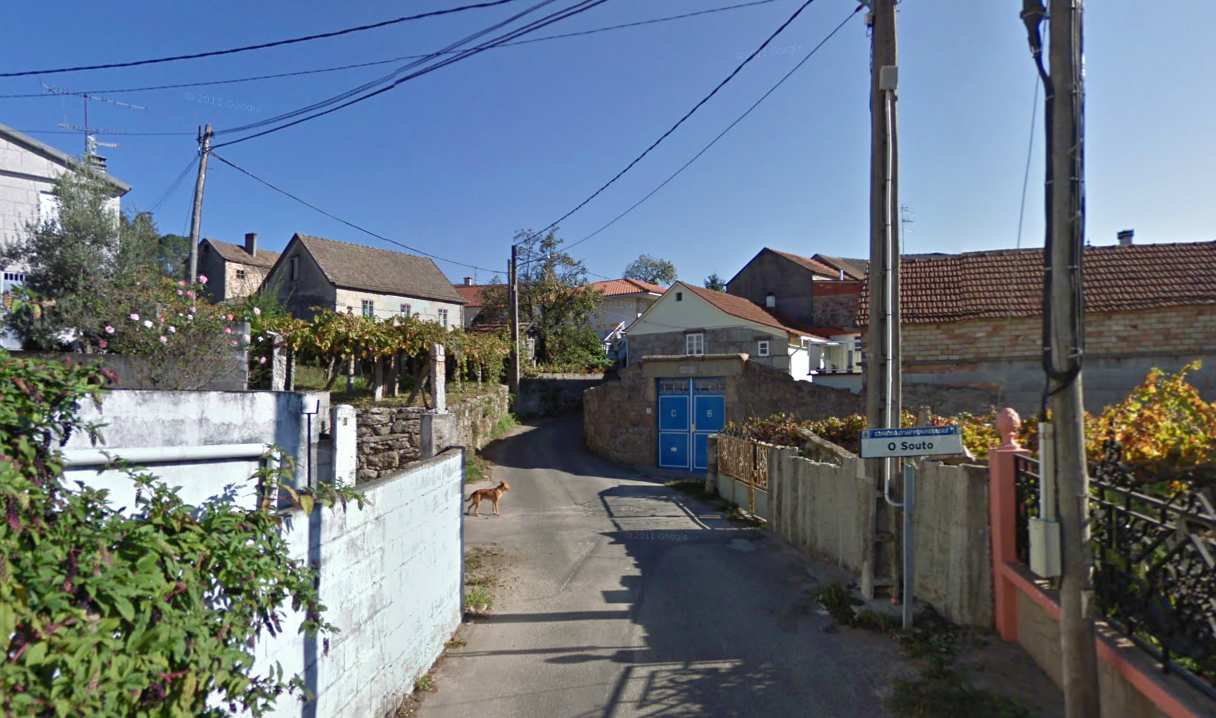
Feísmo en Puenteareas.

Ciertos elementos arquitectónicos presentes en las manifestaciones del feísmo permiten establecer unas constantes más o menos regulares, entre las que destacan las siguientes:
- Coexistencia no armoniosa de órdenes y estilos arquitectónicos, y mezcla de materiales constructivos de mala calidad o en mal estado: Es frecuente que junto a casas tradicionales de piedra de varios siglos de antigüedad se levanten edificios sin ventanas en sus laterales, o que se dejen fachadas del XIX con ladrillo hueco sin enlucir o con fibrocemento (que es un popular tejado de placa ondulada de cemento) sin tratar ni pintar. Otra característica es la mezcla de materiales: por ejemplo, un primer piso de piedra, una segunda altura en bloques de hormigón y una tercera en ladrillo hueco con cubierta de fibrocemento. También puede ser la construcción de un hórreo de ladrillo hueco y bloque con restos de chatarra a la vista como parte del catálogo de materiales, por ejemplo.

- Inexistencia de remates y acabados exteriores: Las edificaciones carecen de revestimiento, enlucido o enfoscado, quedando el ladrillo hueco o el bloque de hormigón sin pigmento o tratado a la vista. El periodista y financiero Marcelino Fernández Mallo identificó en abril de 2006, en el tramo de la carretera Ribadeo a Baamonde, hasta 206 construcciones de bloque de hormigón y 152 de ladrillo en las condiciones descritas anteriormente.[6] En un análisis del año 2005 realizado en el tramo Meira-Villalba calculó que el 50% de las construcciones eran de ladrillo hueco sin recubrir.[7]

- Ausencia de alineamiento en las edificaciones: Los edificios, construidos en periodos distintos y sometidos a legislaciones cambiantes basándose en intereses de especulación urbanística, no mantienen una proyección lineal, describiendo el conjunto de las fachadas un plano sinuoso o una línea quebrada, a diferencia de como se define en un plan hipodámico.

- Convivencia de distintas alturas en las edificaciones: Dado que no hay homogeneidad en los estilos arquitectónicos, tampoco hay una altura media ni una separación entre construcciones, sino que es posible encontrar edificios de ocho plantas en medio del campo junto a infraviviendas, o una casa de planta baja pegada a una edificación con ventanas en solo a dos lados.

- Construcciones sin terminar, o cuya construcción se prolonga durante décadas: Dadas las características sociales, políticas y legales de los municipios en Galicia, una construcción puede permanecer en fase estructural durante años (con restos de obra en sus inmediaciones), o incluso no ser terminada nunca.

- Simultaneidad de usos: La construcción de un almacén adosado a una iglesia románica, o un gallinero junto a un hipermercado, inmundicia en una finca, o la yuxtaposición de suelo industrial con un terreno habitado, son características del paisaje que definen el feísmo. Es habitual la indiscernibilidad de suelo urbano y suelo rural, o uso empresarial o habitacional.

- Ornamentaciones desproporcionadas o incongruentes: Remates aberrantes, que se colocan en las fachadas y jardines en busca de distinción, en recuerdo de los años de emigración, o como simple ostentación. Para satisfacer el deseo de distinción “nada mejor que dotarlo [al edificio] de un volumen importante en altura, de una cubierta con una serie de buhardillones de lo hortera, rebuscado y rocambolesco, y tratarlo exteriormente con gran profusión de elementos acompañados con carpinterías de aluminio o plástico con colores y despieces con el fin de que lo vean los demás habitantes y hacer alarde del estatus social”.

## Causas

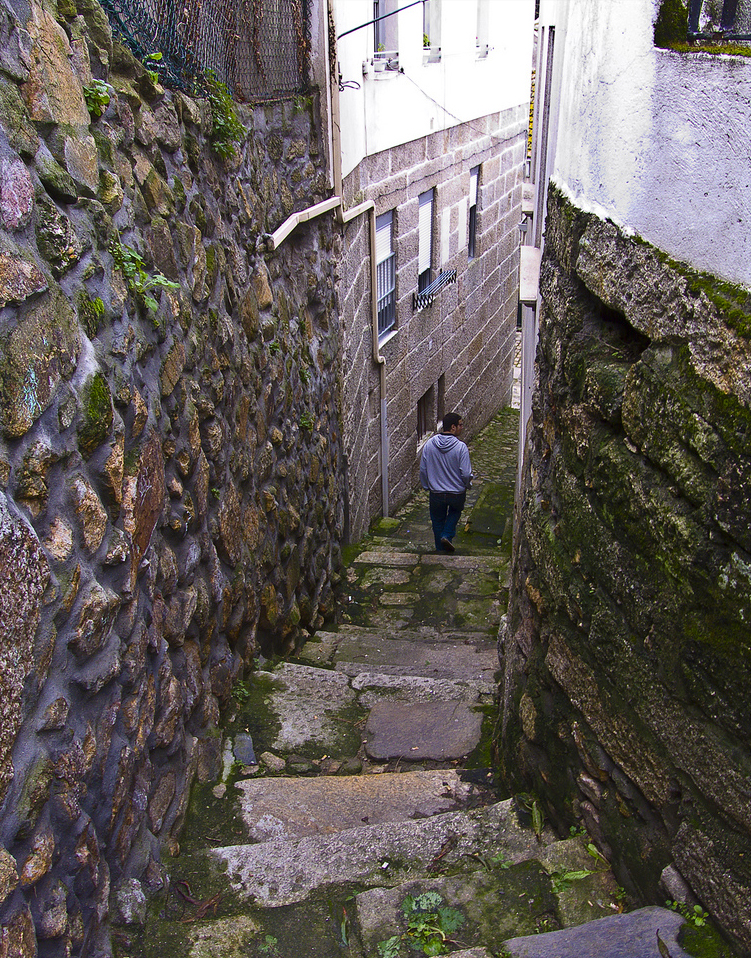
Feísmo en Vigo.

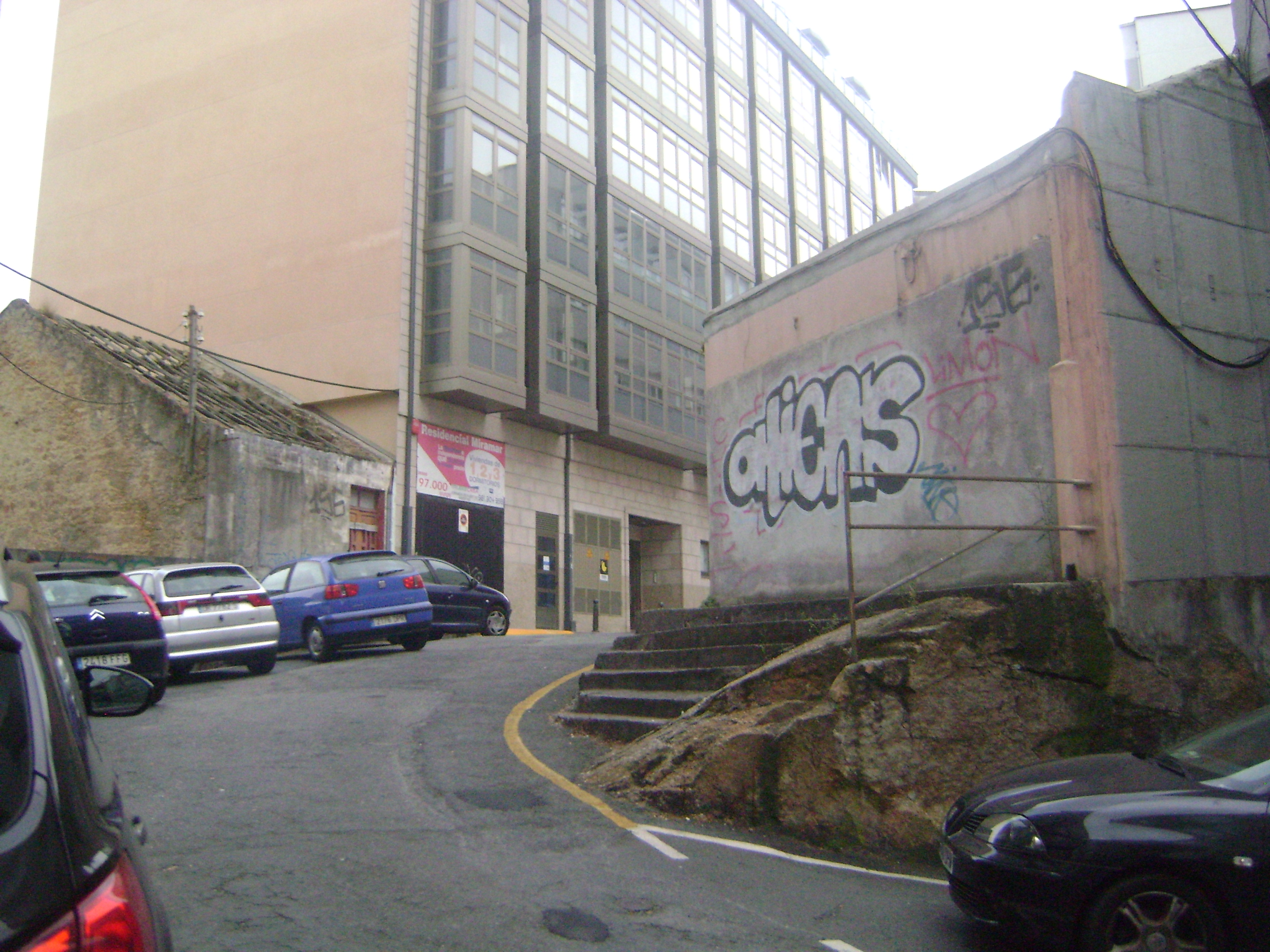
Feísmo en el barrio El Castrillón, La Coruña.

Las causas del feísmo, y en esto consiste su peculiaridad, no deben buscarse en la pobreza, la necesidad, ni la crisis económica, sino más bien al contrario. Algunos ejemplos de feísmo son construcciones de gran costo económico. De hecho, el feísmo comenzó a extenderse con el eventual despegue industrial en Galicia durante el llamado milagro económico español. En realidad obedece, según los expertos, a una confluencia peculiar de factores, que se sintetizan en los siguientes elementos:
- Una tasa de dispersión demográfica elevada: Unida a un elevado número de poblaciones (Galicia contiene un 50% de las entidades de población de España, ocupando solo el 5,8% de su superficie), poco interés por finalizar adecuadamente las construcciones, y a un destacado peso del asentamiento rural. Todo ello dificulta un equilibrio sobre el entorno y un control urbanístico eficaz, a lo que se suma la tradición gallega de la autopromoción constructiva, la construcción sin plano y la edificación por temporada, además de la tendencia al cierre mal proyectado de las parcelas.

- Una legislación urbanística imprecisa y errática: Además de no se cumplirse, pues, como señala el arquitecto Carlos Quintáns Eiras “las alcaldías renuncian a imponer una disciplina que podría comprometer el futuro electoral”, dando por hecho el clientelismo político.[8]

- La larga serie de ciclos migratorios en Galicia: En los últimos cincuenta años se han dirigido a diversas regiones del mundo, entre ellas Europa y la propia península ibérica. Se calcula, sobre una población residente de 2,8 millones de gallegos, que al menos 3 millones más de gallegos viven fuera de Galicia. El retorno de algunos emigrantes supone la introducción de modelos arquitectónicos foráneos. Por otro lado, el asentamiento definitivo de otros emigrantes en el extranjero supone el abandono de edificaciones ya existentes, e incluso de poblaciones enteras. Diversas circunstancias sociológicas explican la ostentosidad de ciertas construcciones (nacidas de la figura del indiano enriquecido) y lo exótico de sus ornamentaciones y acabados, que tienen la osadía de situarse junto a edificaciones antiguas y abandonadas.

- Una fuerte especulación urbanística y del suelo: Propia no ya de Galicia sino de toda España. Si bien la construcción en España registra tasas exageradamente altas (solo en el año 2004 se construyeron en torno a 500.000 viviendas, más que Alemania, Italia y Francia juntas, mientras que en el año 2006 han superado las 800.000; véase burbuja inmobiliaria), el ritmo constructivo en Galicia tiene un afán desmesurado, teniendo en cuenta que su población disminuye de año a año. Aun así, el arquitecto Carlos Quintáns Eiras estima que 750.000 viviendas en 1970 se pasó, en Galicia, a 1.130.000 en el año 2000, una cifra que contrasta con el hecho de que ese periodo fue de recesión demográfica.[8]

- Una extendida falta de interés por la arquitectura tradicional gallega: Percibida como anticuada por sectores de la población y con poco espacio habitable en la mayoría de casos, lo que redunda en soluciones arquitectónicas foráneas o simplemente construcciones no finalizadas e integradas con el entorno, que no se corresponde con la política urbanística europea, según la cual “se construyen numerosos tipos de vivienda aislada en el medio rural, bajo plan hipodámico, con la introducción de nuevos modelos con ligeras variaciones de tamaño pero no altura, el color o los acabados, de manera que puede hablarse de un perfeccionamiento del entorno nacional o regional”.